# Träne
Eine Träne, dichterisch und regional auch noch Zähre genannt, ist eine salzhaltige Körperflüssigkeit, die die Tränendrüsen von Menschen und Säugetieren ständig absondern. Sie dient der Reinigung des Bindehautsacks und der Befeuchtung und Ernährung der Hornhaut. Außerdem verbessert sie die optischen Eigenschaften der Hornhautoberfläche, indem sie die physiologischen Unregelmäßigkeiten durch Niveauunterschiede ausgleicht. Die Abgabe der Tränenflüssigkeit wird als Tränenfluss (Rivus lacrimalis) bezeichnet. Das Tränenfilm auf der Hornhautoberfläche besteht aus drei Schichten.

## Produktion

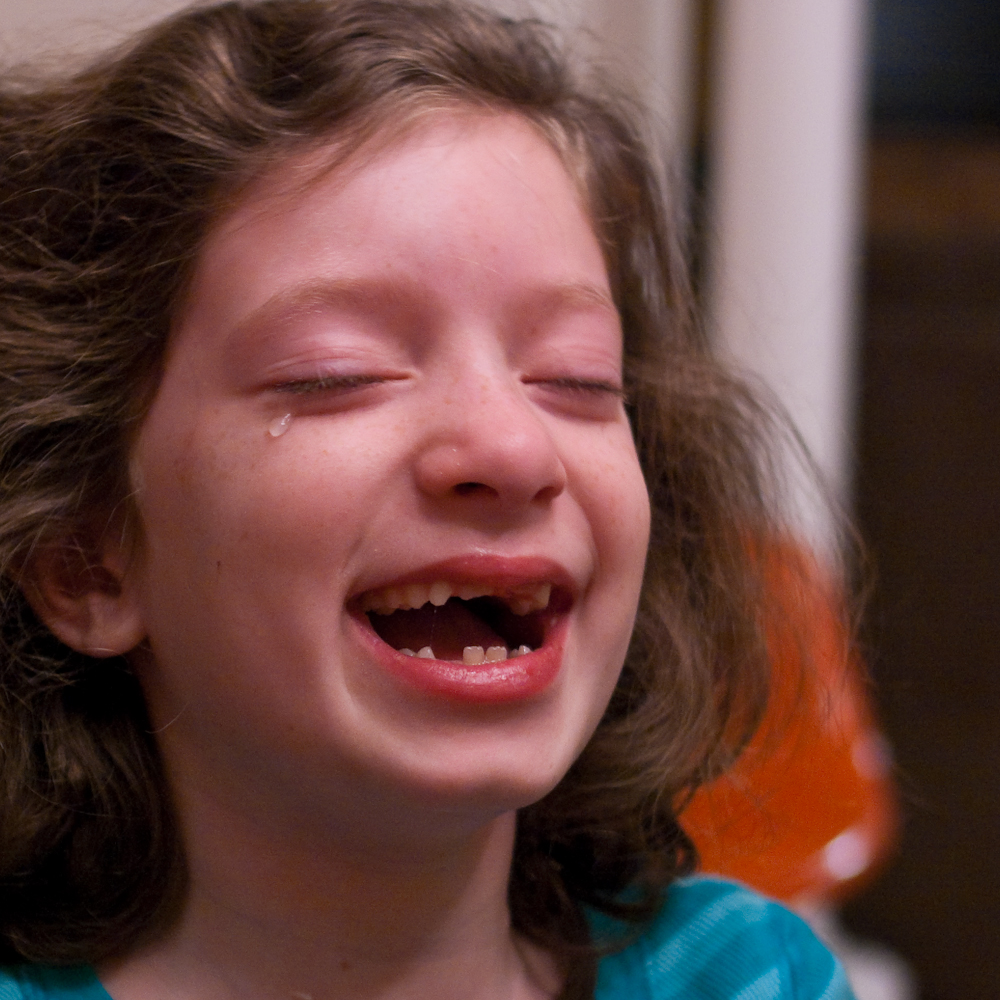
Träne beim Lachen

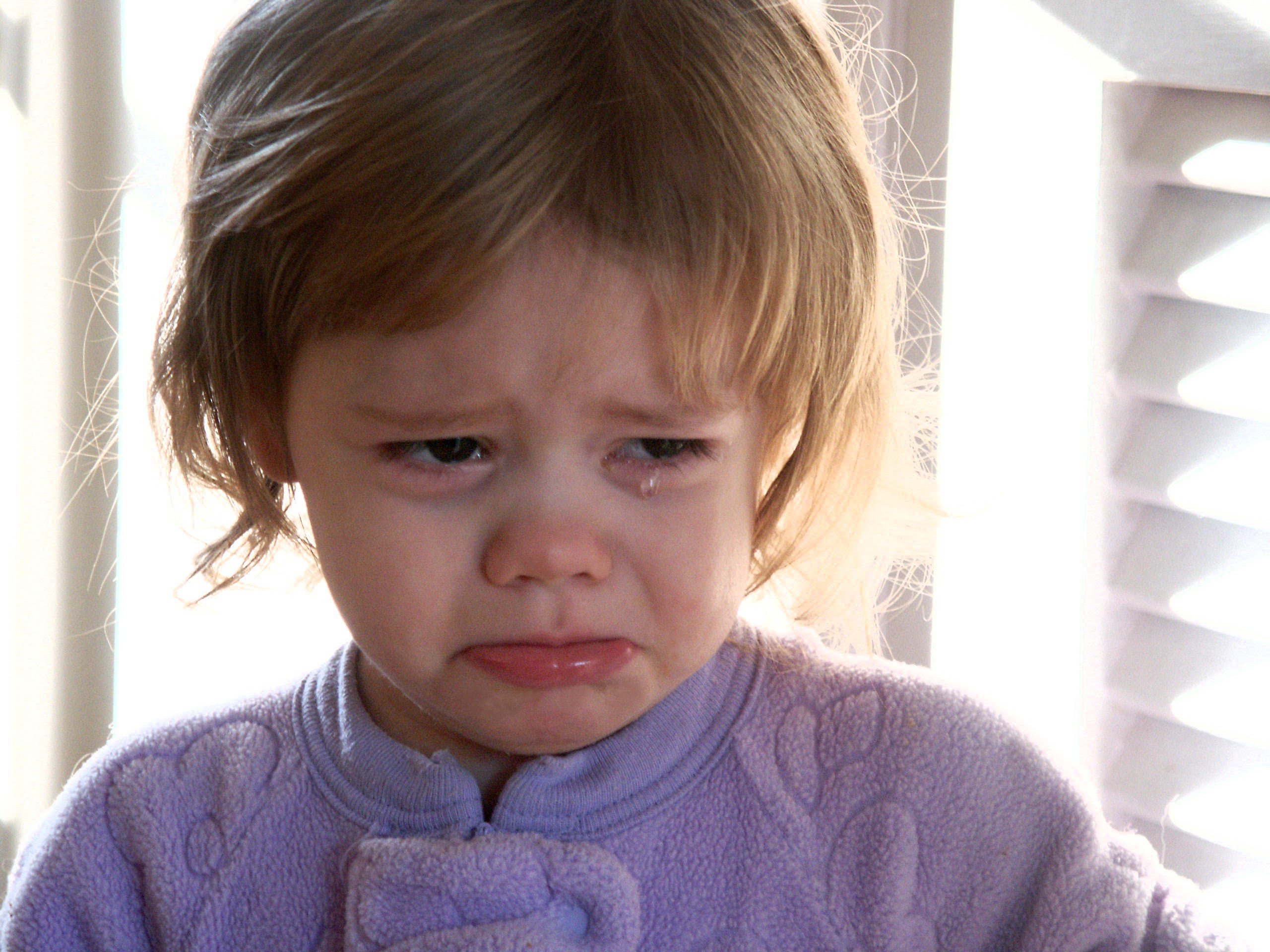
Träne beim Weinen

Die täglich gebildete Menge Tränenflüssigkeit ist schwer abzuschätzen, da ein Teil der Tränen verdunstet und ein anderer Teil durch die Tränenwege abfließt. Die Angaben schwanken zwischen einem Gramm bei Neugeborenen und einem halben Liter Tränenflüssigkeit täglich; Einigkeit besteht aber darin, dass die Produktion durch Reize wie Fremdkörper im Auge, Kälte sowie beim Weinen und beim herzhaften Lachen aus bisher ungeklärter Ursache und ungeklärtem Nutzen um ein Vielfaches ansteigt. Auch der reflexartige Vorgang des Gähnens ist häufig mit vermehrter Produktion von Tränenflüssigkeit verbunden und spiegelt einen erhöhten Flüssigkeitsbedarf der Augen beim Wachbleiben und Wachwerden wider. Während des Schlafs wird praktisch keine Tränenflüssigkeit produziert. Die Tränenproduktion beginnt in den ersten Lebenstagen, hat ihren Höhepunkt bei Kindern und jungen Erwachsenen und geht dann mit zunehmendem Lebensalter zurück. Es existiert ein Regulationsmechanismus zwischen Tränenproduktion und -abtransport.
Der Schirmer-Test ermöglicht in der ärztlichen Praxis eine Abschätzung der Tränenproduktion. Hierbei wird ein 5 mm breiter und 35 mm langer Streifen einer bestimmten Papiersorte mit 5 mm in den Bindehautsack gehängt. Normalerweise lässt sich nach 5 Minuten eine 15 mm lange Befeuchtungszone nachweisen. Ein Wert kleiner als 5 mm wird als krankhaft angesehen.
Beim Menschen werden die Tränen von den Tränendrüsen sowie den akzessorischen Tränendrüsen (z. B. Kraus'sche und Wolfringsche Drüsen) produziert. Die Tränenflüssigkeit enthält keimtötende Stoffe wie Lysozym und schützt die Augenoberfläche vor kleinen Fremdkörpern, indem sie diese durch Lidschlag wegwischt.

## Präkornealer Tränenfilm
Der Hornhaut- und Bindehautepithel bedeckende präkorneale Tränenfilm ist aus 3 Schichten zusammengesetzt:
- der oberflächlichen Lipidschicht, einer monomolekularen Schicht, die aus dem Sekret der Meibom-Drüsen stammt und der Verlangsamung der Evaporation der wässrigen Schicht dient.
- der mittleren wässrigen Schicht, die aus den Tränendrüsen und akzessorischen Tränendrüsen stammt. Sie enthält wasserlösliche Substanzen (Salze und Proteine) und
- der tiefen mukösen Schicht, welche aus Glykoproteinmuzin zusammengesetzt ist, das Hornhaut- sowie Konjunktivalepithel netzförmig überzieht und durch die Herabsetzung der Oberflächenspannung der Tränenflüssigkeit der Benetzung der epithelialen Zellmembranen dient.[5]

## Pathologische Abweichungen
Eine Überproduktion kann bei verschiedenen Erkrankungen des Auges infolge Reizung auftreten. Sie kann auch nervös bzw. psychisch (emotional) bedingt sein oder im Zusammenhang mit Schilddrüsenerkrankungen stehen. Von der echten Hypersekretion ist das Überfließen der Tränen bei Störung des Abflusses über die ableitenden Tränenwege abzugrenzen (Epiphora).
Eine Unterproduktion findet sich bei vielen Menschen im höheren Lebensalter, die beschwerdefrei sein, aber auch zu einem Trockenheitsgefühl führen kann. Ferner kommt es bei Krankheiten wie dem Sjögren-Syndrom und der familiären Dysautonomie zu einer Unterproduktion. Sie findet sich ferner bei verschiedenen neurologischen Läsionen, bei Trachom sowie bei Entfernung eines Teils oder der ganzen Tränendrüse. Störungen in der Zusammensetzung führen zum trockenen Auge, die in extremen Fällen zu einer Schädigung der Hornhaut mit Verlust der Transparenz bis zur Erblindung führen kann.

## Chemische Zusammensetzung
Die Tränenflüssigkeit besteht neben Wasser aus verschiedenen Proteinen, unter anderem die Immunglobuline Albumin und Globulin. Die antimikrobielle Aktivität der Tränenflüssigkeit wird durch die beiden letzteren erreicht. Beim y-Globulin der normalen Tränenflüssigkeit handelt es sich um IgA, lgG und IgE. Ferner besteht sie aus
Enzymen, unter anderem Lysozymen, anorganischen und stickstoffhaltigen Substanzen sowie Kohlenhydraten sowie deren Metaboliten und 9 Gramm pro Liter (0,9 %) Kochsalz entsprechend einer Isotonischen Kochsalzlösung. Die chemische Zusammensetzung ändert sich beim Weinen. Die Zusammensetzung hängt auch von der Ursache der Tränen ab; emotionale Tränen enthalten bis zu einem Viertel mehr Proteine als Reflextränen.

## Physikalisch-chemische Eigenschaften
Die Tränenflüssigkeit hat eine relative Dichte von 1,004–1,005. Der Brechungsindex beträgt 1,336–1,337. Die Viskosität liegt zwischen 1,26 und 1,32. Der Mittelwert der Osmolalität liegt bei ungefähr 320 mmol/kg. Der pH-Wert ist 7,4.

## Kulturelle Bedeutung
Tränen haben im Zusammenhang mit Weinen zahlreiche Bereiche inspiriert, so die Literatur, die Musik und die Bildende Kunst und Malerei bis hin zu Tätowierungen mit dem Motiv einer oder mehrerer Tränen.